# 214928 Carrara
214928 Carrara este o planetă minoră (asteroid) din centura de asteroizi. A fost descoperită pe 5 noiembrie 2007 la Borbona de Vincenzo Silvano Casulli⁠(d). 
Obiectul prezintă o orbită caracterizată de o semiaxă mare de 2,3415227072545 UAi, o excentricitate de 0,02, o înclinație de 4,2 ° în raport cu ecliptica.